# 제1대 앨런브룩 자작 앨런 브룩
육군 원수 제1대 앨런브룩 자작 앨런 브룩(Alan Francis Brooke, 1st Viscount Alanbrooke, KG, GCB, OM, GCVO, DSO & Bar)은 영국 육군의 장교이다. 제국총참모장, 참모장위원회의 위원장이었다.